# History Film Festival
History Film Festival (HFF) (hrv.: festival povijesnih filmova) godišnji je međunarodni festival povijesnih dokumentarnih filmova. Održava se u Rijeci.

## Povijest, program i nagrade
Festival je pokrenut 2017. godine u Rijeci. Organizator festivala je Istra film, a ravnatelj Bernardin Modrić. Na festivalu se prikazuju društveno angažirani filmovi koji pružaju kritički osvrt tema šireg društvenog značaja.
Popratni program sastoji se od radionica, master class predavanja, panela, izložbi i razgovora kojima je cilj naglašavanje važnosti suočavanja s prošlošću te otvaranje interkulturnog dijaloga potrebnog za izgradnju novih društvenih i kulturnih odnosa.
Tijekom festivala dodjeljuje se deset nagrada: Grand Prix za najbolji film festivala, nagrada za najbolji film nezavisne produkcije, nagrada za najbolji film TV-produkcije, strukovne nagrade (za najboljeg redatelja, scenarista, snimatelja, skladatelja, montažera i producenta) i nagrada publike za najbolji film festivala.

## Dosadašnji festivali
1. History Film Festival (2017.)
Prvi History Film Festival održan je od 6. do 9. rujna 2017. godine. U natjecateljskom programu prikazano je 28 filmova.
2. History Film Festival (2018.)
Drugi History Film Festival održan je od 5. do 9. rujna 2018. godine. U natjecateljskom programu prikazano je 39 filmova.
3. History Film Festival (2019.)
Treći History Film Festival održan je od 10. do 14. rujna 2019. godine. U natjecateljskom programu prikazano je trideset filmova.
4. History Film Festival (2020.)
Četvrti History Film Festival održan je od 8. do 12. rujna 2020. godine. U natjecateljskom programu bio je prikazan 21 film.
5. History Film Festival (2021.)
Peti History Film Festival održava se od 14. do 18. rujna 2021. godine. U natjecateljskom programu su 23 filma.

## Vanjske poveznice
Mrežna mjesta
- History Film Festival  Arhivirana inačica izvorne stranice od 15. rujna 2021. (Wayback Machine), službeno mrežno mjesto
- History Film Festival, facebook stranica
- Izbor iz filmova festivala, istrafilm.hr